# Amy Sedaris
Pour les articles homonymes, voir Sedaris.
Amy Sedaris, née le 29 mars 1961 à Endicott, dans l'État de New York (États-Unis), est une actrice et romancière américaine.

## Biographie
Elle a créé l'émission Strangers with Candy avec Stephen Colbert et Paul Dinello (en).

## Filmographie

### Cinéma
- 1997 : Bad Bosses Go to Hell (court-métrage) d'Erin Cramer : Trendy Boss
- 1997 : Commandements de Daniel Taplitz : Scholar
- 1998 : Wheels of Fury (court-métrage) de Dan Dinello et Paul Dinello (en) : Pepper Mills
- 1998 : Six jours, sept nuits d'Ivan Reitman : la secrétaire de Robin
- 2001 : Mariage et Conséquences de Joel Hopkins : une étudiante en classe
- 2002 : Coup de foudre à Manhattan de Wayne Wang : Rachel Hoffberg
- 2003 : Rock Academy de Richard Linklater : Mme Haynish
- 2003 : Elfe de Jon Favreau : Deb
- 2004 : My Baby's Daddy (en) de Cheryl Dunye : Annabelle
- 2005 : Strangers with Candy de Paul Dinello (en) : Geraldine Antonia « Jerri » Blank
- 2005 : Ma sorcière bien-aimée de Nora Ephron : Gladys Kravitz
- 2005 : Romance and Cigarettes de John Turturro : Frances
- 2005 : Stay de Marc Forster : Toni
- 2005 : Chicken Little de Mark Dindal : Foxy Loxy (voix)
- 2006 : Full Grown Men (en) de David Munro : Trina
- 2006 : I Want Someone to Eat Cheese With de Jeff Garlin : Mme Clark
- 2007 : Snow Angels de David Gordon Green : Barb
- 2009 : Jennifer's Body de Karyn Kusama : Toni Lesnicky
- 2011 : Le Chat potté de Chris Miller : Jill (voix)
- 2014 : Chef de Jon Favreau : Jen
- 2021 : Baby Boss 2 : Une affaire de famille de Tom McGrath : Tina Templeton (voix)
- 2022 : Clerks 3 de Kevin Smith : Dr Ladenheim
- 2023 : Ghosted de Dexter Fletcher : Mme Turner
- 2025 : Les Schtroumpfs, le film de Chris Miller
- 2025 : Is This Thing On? de Bradley Cooper

### Télévision

#### Téléfilm
- 1991 : Big Deals de Robert Berlinger (en) : Topaz Radulavitch
- 2003 : Untitled New York Pilot d'Adam Bernstein (en) : Connie
- 2008 : Gym Teacher: The Movie de Paul Dinello : Principale Hoffman
- 2017 : Sas & Jake de Jake Wilson : la mère de Jen
- 2020 : Unbreakable Kimmy Schmidt : Kimmy contre le révérend de Claire Scanlon (en) : Mimi Kanassis

#### Série télévisée
- 1995-1996 : Exit 57 (en) : plusieurs rôles (12 épisodes)
- 1999-2000 : Strangers with Candy : Jerri Blank (31 épisodes - également scénariste)
- 2002-2003 : Sex and the City : Courtney Masterson (4 épisodes)
- 2002-2003 : Monk : Gail Fleming (2 épisodes)
- 2004 : The Wrong Coast (en) : voix de plusieurs célébrités
- 2004 : New York, unité spéciale : Charlie Donato (1 épisode)
- 2006 : Earl : Judy (1 épisode)
- 2009 : The Closer : L.A. enquêtes prioritaires : Claire Howard (2 épisodes)
- 2011-2014 : Raising Hope : Delilah (3 épisodes)
- 2014-2020 : BoJack Horseman : Princesse Carolyn (voix) (77 épisodes)
- 2014 : Dead Boss : Mary
- 2015-2019 : Unbreakable Kimmy Schmidt : Mimi Kanassis (13 épisodes)
- 2017-2021 : No Activity (en) : Janice (25 épisodes)
- 2019-2023 : The Mandalorian : Peli Motto (4 épisodes)
- 2020 : F Is for Family : Samantha (voix) (5 épisodes)
- 2022 : Le Livre de Boba Fett (mini-série) : Peli Motto (2 épisodes)